# 미쓰비시후소 에어로 버스

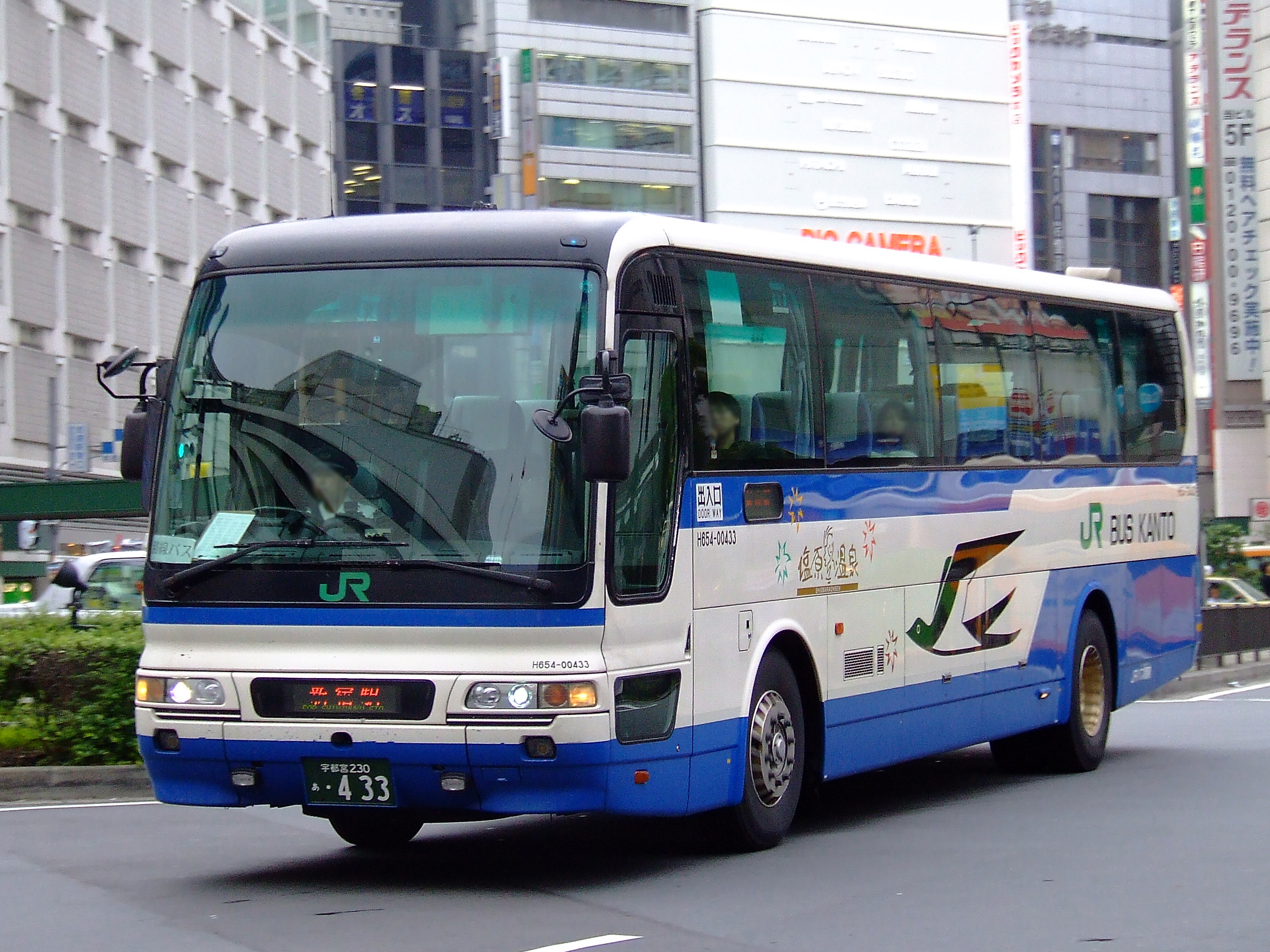
에어로 버스(사진은 JR동일본 간토 버스)

미쓰비시후소 에어로 버스(영어: Mitsubishi Fuso Aero Bus, 일본어: 三菱ふそう・エアロバス)는 일본 미쓰비시후소트럭 버스가 만든 고급 대형 고속및 관광버스로 1세대 모델(MS7), 2세대 모델(MS8)의 경우 현대 에어로(1985년부터 1995년까지), 뉴 에어로(1995년부터 2010년까지)의 원형으로 알려져 있다.

## 기존 에어로 버스 이전의 후소 관광버스

### MAR820
1962년 등장했다. MR/MAR계 등에 탑재되는 직렬 6기통의 6DB1(8,550 cc)와 모듈러 설계의 V형 8기통 엔진·8DB1(11,400 cc)를 탑재해 고속 관광 버스 전용으로 발매되었다. 

### B806､B905/906/907
1967년, 고속 수송 시대에 맞추어 새롭게 개발한 숏 스트로크의 90˚V형 디젤 DC계 엔진과 함께 관광용 MR/MAR과 MAR820의 후계차로서 발매된 것이 신계열의 B8/B9시리즈이다.V형 8기통 8DC2 엔진(265 PS)·11.2 미터의 B905N형 1형식만 출시해, 후에 12 m모델이나 8DC20 엔진(230 PS) 탑재모델(B806계), 8DC4 엔진(300 PS) 탑재차(B907계), 12 DC20 엔진(350PS)을 탑재한 국철 전용 모델(B906R형)등이 추가되어 계열을 형성했다. B800 시리즈에는, V형 6 기통 엔진을 탑재한 관광 모델이나 노선 모델(B800/805계)도 존재했다. 또한 B8, B9계에서도 표준의 관광형 차체 외에, 노선버스용 보디(G4형)를 한 모델도 한큐 버스등에서 볼 수 있었다.
미쓰비시 자동차공업(미쓰비시 자동차공, 나고야·오에 공장) 제의 새롭게 설계된 보디(B35형)는 MS512/513계로부터 채용되지만, 료비 버스는 이에 앞서 B905에 신설계 표준 보디를 사용했다. 대한민국의 경우 아시아자동차에서 1970년대 당시에 B905N, B907S K11 모델을 넉다운 형식으로 라이센스 생산하여 국내에 판매한 적이 있다. (B905N K11 모델은 대한민국에서 넉다운 형식으로 라이센스 생산된 최초의 고속버스 모델이며, 그 이전에도 직수입되어 운행된 최초의 고속버스 모델이다) 1970년대 당시 한진고속이 V12 350PS 엔진의 B906R을 일본에서 도입하여 운행하기도 하였다.

### MS512/513
1976년, 전의 B806계와 B900 시리즈를 통합하는(다만 B8·B9계는 다음 해까지 동시에 발매) 형태로 발매되었다. 엔진은 모두 직분사 8DC4(265 PS)를 B806계를 대신하여 발매된 MS512계에, 8DC8(305 PS)는 B900 시리즈를 계승하는 MS513계에 탑재했다. 보디는 K11형을 계승했다.(1976년)
1977년에는, MS513N형/513 R형에 미츠비시 자동차공 순정의 B35형 보디를 사용한 풀 데커·파노라마 데커등의 하이 데크 모델이 추가되어 상급 사양으로서 인기를 얻었다.
이 계통에서도 한큐 버스에는 MS512M를 베이스로 후승전강(後乘前降)의 노선용 보디(구레하 자동차공학제 73 MC형)를 사용한 차량이 존재하고 있었다.(롯코·아리마 지구에서 운용되어 만년은 모 전기회사의 종업원 수송용으로서 사용되었다).
아시아 자동차에서 1970년대 후반에 MS513N K11 스텐다드 데커 모델을 면허생산하여 B909S의 후기 모델로 판매하였다.

### K-MS613/615
MS512/513계의 54년 배출 가스 규제 대응형 모델로, 1980년에 등장했다. MS613계의 엔진은 구 MS512계와 같은 8DC8형이지만, 배기가스·소음 대책에 부합하기 위해 정격 회전수를 낮추어 최고 출력도 275 PS가 되었다. 또한 MS615계에는 8DC9형 엔진(310 PS)을 탑재했다.
풀 데커 사양도 계속 생산되었지만, 용접 조립하여 리벳레스(rivetless) 구조의 보디를 사용한 「후르젝카 II」모델(개조 형식 취급)을 주력으로 하였다. 후에 구레하 자동차공학에서 선보인 「선샤인 데커」모델은 이 후르젝카 II의 디자인을 발전시킨 것이라고 한다.
아시아 자동차에서 1981년부터 1984년까지 K-MS615S B35형 스텐다드 데커 모델을 B909L이라는 이름으로 국내에서 라이센스 생산하여 판매하였다.

## 초대 미쓰비시후소 에어로 버스/에어로퀸

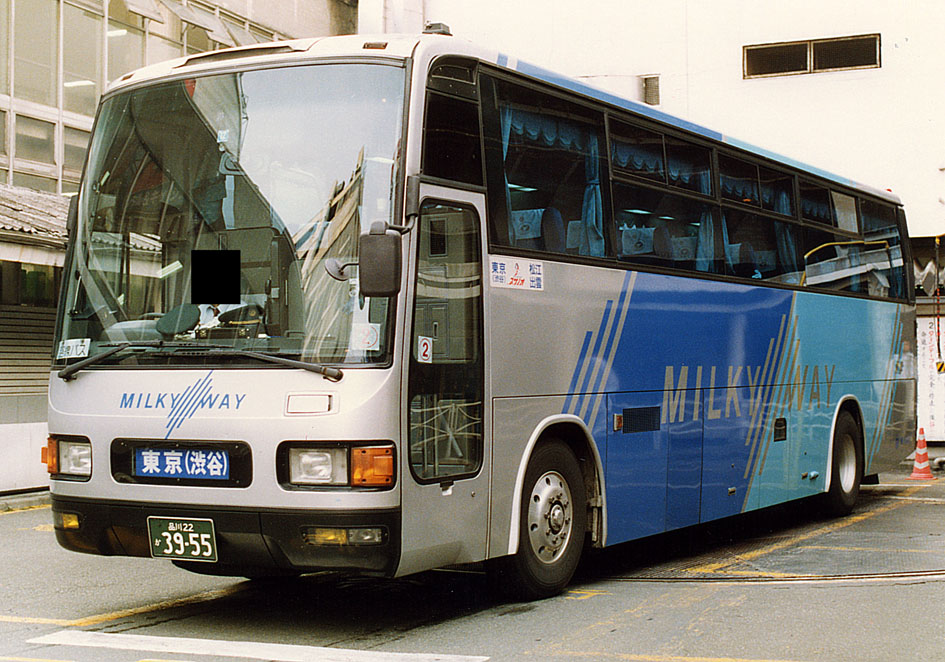
에어로 퀸 M

### 시리즈의 개요
초대 에어로 버스는 1979년, 당시의 미쓰비시 자동차공업의 나고야 공장에서 개발·설계를 시작해서 1982년 11월 15일에 출시되었다.
차체는 이탈리아의 디자이너, 알도 세사노가 기본 디자인을 다루어 모노코크 보디와 스켈레톤 보디의 장점을 조합한 독자적인 공법 “슈퍼·콤프·스트럭쳐” 에 의해서 디지인된 것으로, 뛰어난 스타일링이 전국의 버스 사업자들에 의해 주목받았다.
일본산 관광 버스로서는 첫 전륜 독립 서스펜션 채용, 8DC9형(320 PS) 고출력 엔진 탑재 등 성능면에서의 평가도 높았고, 슈퍼 하이데커급 슈퍼 에어로, 신쿠레하 자동차공업(이하, 신쿠레하)제 보디(신구레하제도 미쓰비시 순정의 보디로 여겨진다)를 사용한 슈퍼 하이데커 에어로 퀸 K, 3축 슈퍼 하이데커의 에어로 퀸 W, 2층의 에어로 킹 등 파생 모델도 포함해 6년간에 대략 7,000대라고 하는, 대형 버스로서는 경이적인 판매량을 기록했다.또, 신구레하제 보디의 관광버스차도 있고, 선샤인데커로 불린다. 다만, 운전석 주위의 기기류(계기판, 핸들, 셀렉터)는 이전 대 MS6계의 그것을 사용했다.
1984년에 소음 규제 합격을 목표로 한 마이너 체인지를 시행해 운전석 주위의 기기류가 동년에 데뷔한 에어로 스타(초대：MP2/6계)와 똑같은 것으로 변경되었다.
1988년에 2차 마이너 체인지를 해 8DC11형(355 PS) 엔진이 추가되었다.슈퍼 에어로를 대신해 프런트 부분을 변경, 에어로 퀸 M이 되었다. 그리고 관광버스차에도 에어로 퀸 M와 같은 전면을 사용하는 모델이 등장해 에어로 버스·하이데커 M(통칭：에어로 버스·퀸 버전, 에어로 버스 Qver, 에어로 버스 QV)로 불린다.
에어로 퀸 M은 대형 헤드라이트 주변에 행해진 특징적인 처리로 인해 「팬더 에어로」의 이명을 있었다. 에어로 퀸 M은 당시의 거품 경기의 영향을 받은 고급 관광 버스 수요의 고조나, 계속되는 장거리 고속버스 노선 개설 등 덕에 대히트 모델이 되었다. 또한 이 마이너 체인지에서는 실내의 내장이 갈색 계통에서 회색 계통으로 변경됨과 동시에 프런트 범퍼의 모양도 일부 변경되었다.
또한 종래의 에어로 버스에 에어로 퀸 W, 신구레하제 보디의 에어로 퀸 K, 에어로 킹도 계속 작은 변화를 실시해 라인업 되고 있다. 신구레하제 보디의 관광버스차도 1988년에 보디를 전면적으로 변경해 에어로 버스 K를 선보였지만, 중형차 에어로 미디와 같은 이미지의 스타일을 선호하지 않았기 때문인지, 특정한 부류의 사업자들에게 수요가 치우치는 경향이 있어 별로 보급되지 않았다. 다음 1989년에는 저운전대 슈퍼 하이데커의 에어로 퀸 MV도 추가되었다.
현대자동차에서 1985년부터 1995년까지 초대 에어로버스 모델을 참고하여 한국 사정에 맞게 수정하여 다양한 모델로 생산하였다. 앞문은 아래가 큰 창으로 변경되고, 1992년에는 일본에는 없는 우등고속버스 모델인 일반 하이데커급 에어로 퀸을 시판한다. 그러나, 현대자동차에서 미쓰비시 후소의 2세대 에어로 모델을 도입하여 유선형 에어로를 시판하는 바람에 결국 1995년에 단종되고 만다.

### P-MS713/715/715/725/729
1982년 가을 「후소 브랜드 탄생 50주년」을 기념해 지금까지의 MS613/615계를 전체적으로 모델 체인지하여 에어로 버스(Aero Bus)로 이름지었다. 이후 미쓰비시후소의 버스는 마이크로버스급의 로자를 제외한 모든 모델을 차례차례“에어로 시리즈”로 통합했다.
1983년(쇼와 58년) 배출 가스 규제에 합격했다.
미쓰비시 자동차공(오에 공장) 제의 하이데커, 스탠다드(미들) 데커가 표준이지만 신구레하제의 선샤인 데커, 에어로 킹과 유사한 차체를 한 에어로 퀸 K, 개조 취급으로 서일본차체공업 C-II형과 유사한 스텝 업 루프의 슈퍼 에어로 I, 단차가 없는 지붕에서 에어로 퀸 W의 원형이 되는 슈퍼 에어로 II도 준비되었다. 일본 교통(톳토리)의 슈퍼 에어로 II는 운전석·승객 도어 상부가 에어로 버스 같이 경사진 형태로 도입되었다.
엔진은 모두 K-MS613/615계에서 이어받고 파워업 한 8DC8와 8DC9를 탑재하여 이전보다 한층 높은 출력을 요구하는 사용자의 요구에 부합하기 위해서 터보차저엔진도 추가했다. 슈퍼 에어로 II는 초기의 야간 고속버스로도 채용되었다. 또한 1988년의 마이너 체인지로 ABS가 탑재되고, 범퍼의 재질이 플라스틱으로의 변경 및, 내장재가 갈색에서 회색으로 변경되었으며, 8DC11엔진을 탑재한 P-MS729S가 발매되었다. 그리고 스탠다드 데커의 8DC8형 차량은 형식이 MS715계의 개조 취급형으로 변경하였고 풀 에어브레이크 모델은 형식명의 끝에 「A」가 더해진다(KC-MS8계까지 같이)(1982년)

### U-MS716/726/729
1989년 배기가스 규제에 의해 1990년에 마이너 체인지되었다. 스타일은 거의 P-MS713/715/725/729계와 동일하지만, 범퍼 형식이나 내장이 전 4형식의 후기형과 동일하게 되었다.
엔진은 MS716개(스탠다드 데커)는 8DC9형이지만 MS716/726은 8DC10(335 PS)로 변경되었다. 1992년에 일부 개량을 실시해, ABS를 표준 장비로 했다. MS729는 에어로 퀸과 같은 엔진을 에어로 버스의 섀시에 탑재한 고출력 사양의 모델로 생산 대수는 적고, 몇 대를 도입한곳은 도쿄 공항교통·JR 도카이 버스와 광교관광 정도이다.

### "최후의 국철 전용 형식"P-MS735SA
1984년부터 1986년까지, 국철(JR) 토메이·나고야와 고베 하이웨이 버스 전용으로 16대 제조된 특별주문 모델이다. 터보차처를 부착한 8DC9형 엔진(350 PS)과 풀 에어브레이크 탑재, 후지중공업제 보디등이 큰 특징이다. 국철에서 특별주문한 마지막 차량인 동시에, 최초의 하이 데커 노선차이기도 했다. 2000년에 모두 폐차되었다.(1990년)

### 에어로 퀸 W (MU)
- P-MU525TA (1985년), U-MU525TA (1990년)

1985년 10월, 2층버스인 에어로 킹에 약간 늦게 추가된 2축 슈퍼 하이데커다. 슈퍼 에어로 II와 비슷한 차체로, 가장 중량에 여유가 있는 것부터 하이그레이드 사양 관광 버스에 도입된것 외에도, 국철 버스 「드림호」에도 도입되었다.
그러나, 차체를 전면적으로 새로 바꾼 에어로 퀸 M의 등장 후 에어로 퀸 W로서의 판매 대수는 많이 감소했다.
덧붙여 에어로 퀸 K와 동등한 차체를 사용한 차량이 2대, 에어로 퀸 M와 동등한 차체를 한 차량이 1대 존재한다.

### 에어로 퀸 M/MV (MS)

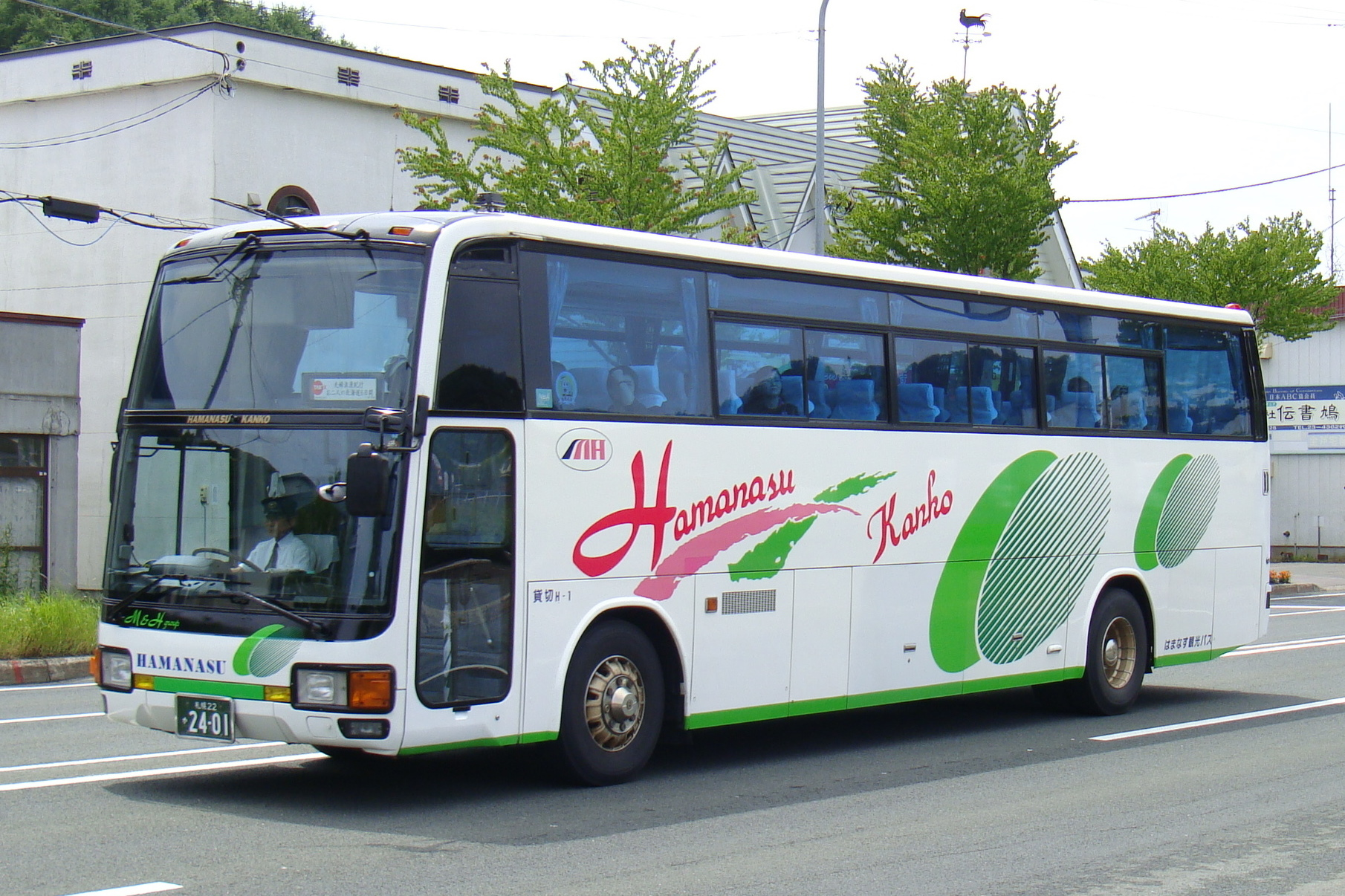
에어로 퀸 MV

- P-MS729S (1988년), U-MS729S (1990년)

1988년, 에어로 버스 시리즈의 추가 모델로서 발매되었다. 유선형 디자인을 처음으로 도입하였고, 마침 고속버스의 개업 열풍과 하이그레이드 관광 수요 붐까지 겹쳤기 때문에, 그때까지 미쓰비시후소차를 도입한 적이 없었던 회사까지 포함하여 매우 많은 회사에서 도입해서, 생산 종료시까지 800대 가까운 대수가 판매되었다.
1989년, 전면 유리창이 분할된 저운전대 사양으로서 에어로 퀸 MV도 등장했지만 이쪽은 고속버스 차량으로서 도입된 적은 거의 없었기 때문에, 판매 대수는 그다지 많지 않다. 기후 버스나 료비 버스등에서는, 관광용으로서 도입한 후에 고속버스용으로 전환된 차량이 있다. 또한 승용차와의 충돌사고로 승무원이 사망하는 사고가 발생, 저운전대 사양의 안전성에 문제를 던진 모델이기도 했다.

## 2세대 에어로 버스/에어로 퀸 차종

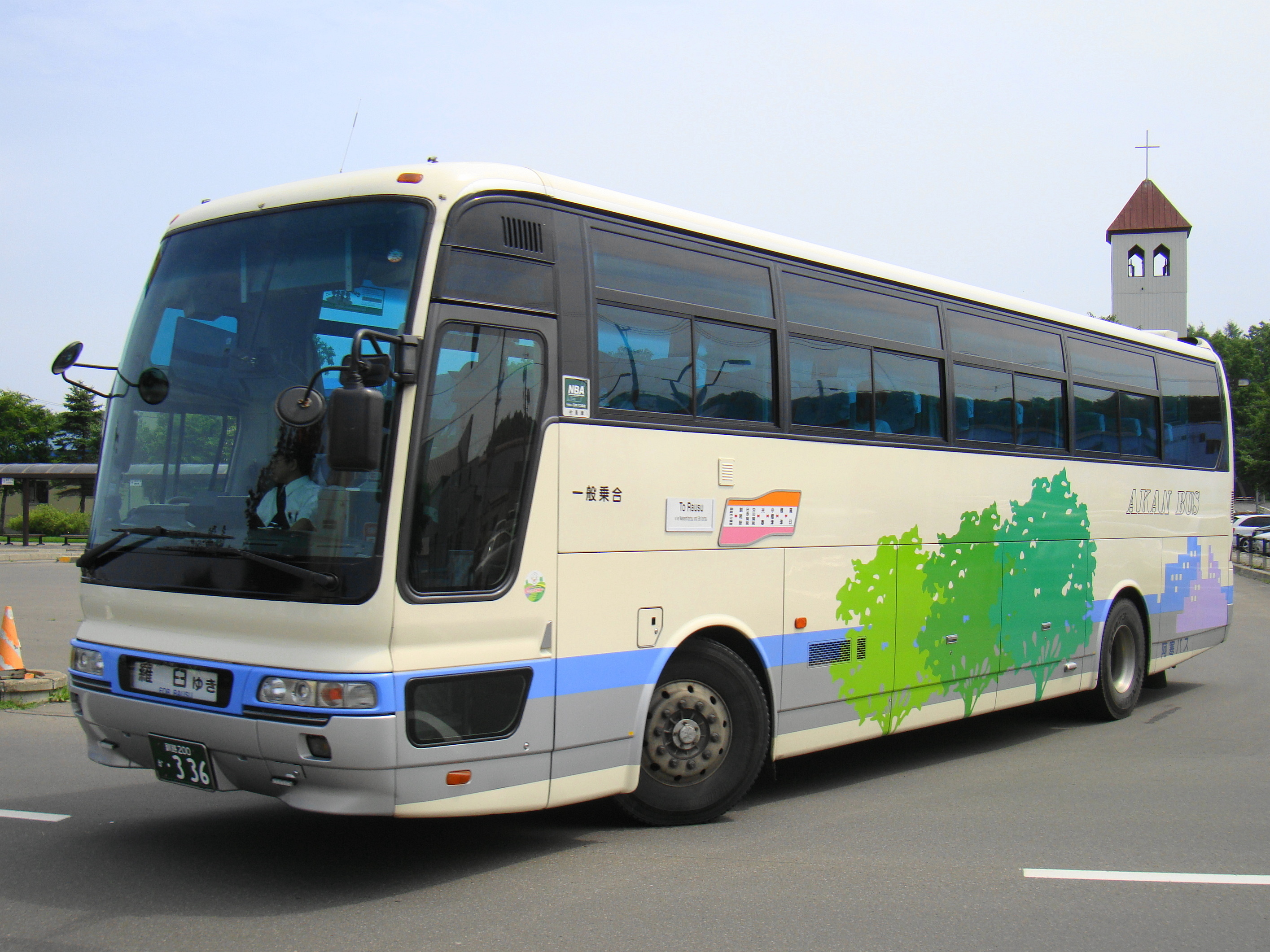
에어로 퀸 I

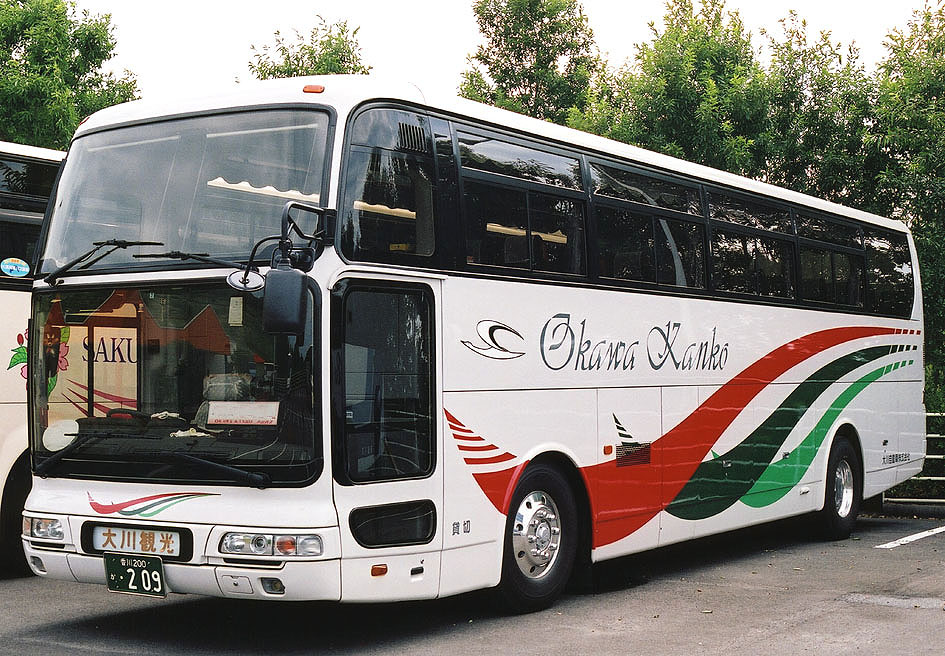
에어로 퀸 II

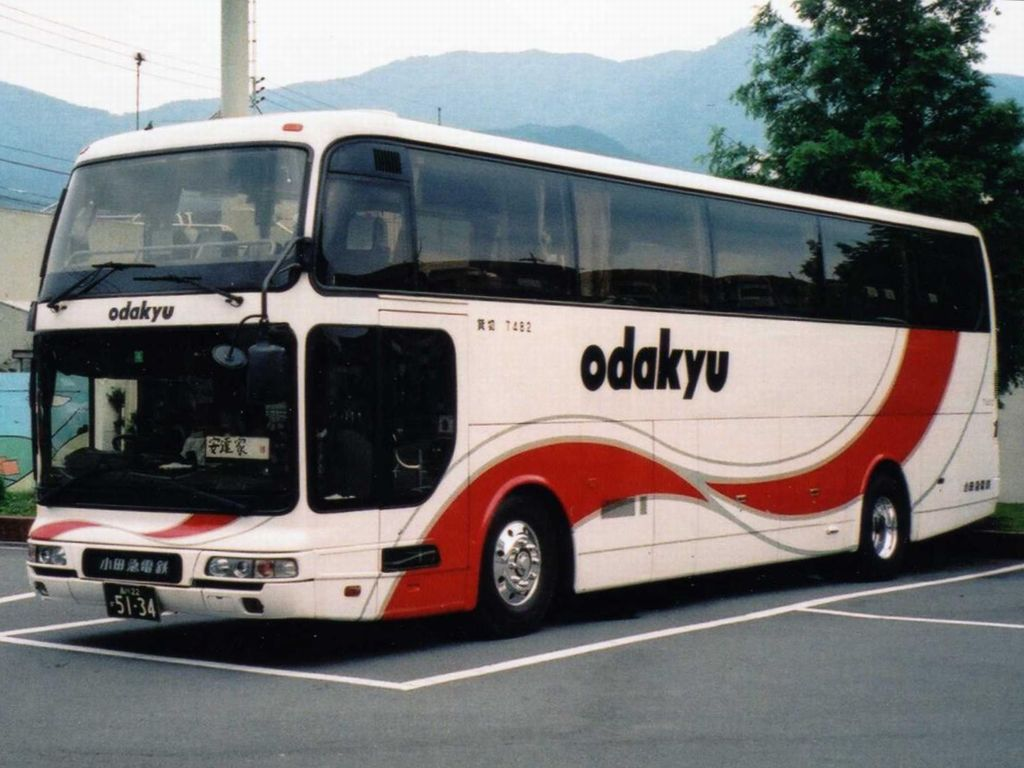
에어로 퀸 III

### 시리즈의 개요
1992년 10월에는 에어로 버스 시리즈의 관광, 고속버스 계열만이 풀 모델 체인지되어 2세대 에어로 버스가 등장했다. 2세대 에어로 버스로부터는 자사미츠비시-후소)제 차체와 신구레하제 차체의 설계가 통합되었다. 슈퍼하이데커 사양에는 앞유리가 통유리인 에어로 퀸 I와 구 에어로 퀸 MV, 에어로 퀸 K를 대신하는 저운전대 사양의 에어로 퀸 II의 2 모델이 등장하였고 이듬해에는 세미더블데커(SDD) 구조로 객실 전방 시야를 확대한 에어로 퀸 III가 추가되었다.
초대의 유파를 이어받으면서도 사내 디자이너가 다루어 당시의 트렌드인 오가닉 에어로 폼에 영향을 받아 발매된 2대째 에어로 버스 시리즈는, 전시리즈에 공통되어 아래와 같은 특징을 가진다.
1.보디 스타일 - 초대에는 미츠비시 자동차공(오에 공장) 제와 신구레하제로 다른 스타일이었지만, 2대째는 미츠 비시 자동차공(오에 공장)(1998년까지), 다음해인 1993년에 신구레하를 완전 자회사로 통합 미츠비시 자동차 버스제조(MBM：현 미츠비시후소 버스 제조=MFBM) 제는 공통화되어 제조 공장만 다르게 되었다.또 초대로는 도중부터 추가된 통칭 팬더 마스크와 표준의 2 종류가 있었지만, 2대째는 모두 공통의 프런트 마스크가 되었다. 전면유리는 분리형이 아닌 통유리로 채택되어, 전방의 시야가 확대되었다. 전조등은 각형 2등 램프를 대신, 프로젝터 램프(염가판은 각형 4등)를 사용했다.
2.섀시 - 서스펜션은 앞 더블 위시본의 독립식과 일체형 두 종류가 있었다. 뒤는 초대의 리파인판을 강화하고, 전후 차축의 중량 배분을 최적화한 상급 차종에는 라테랄 로드(Lateral Rod)를 추가한 4링크 형식을 사용했다. 또한 4륜 전자제어 서스펜션(ECS)을 처음으로 채용하여 승차감을 향상시켰다.(스탠다드데커, 하이데커 SA관광 제외). 덧붙여 슈퍼하이데커 및 하이데커는 전장(全長)은 변하지 않고 휠 베이스가 350mm 단축되었다(예：긴차로 S자 6,500mm→P자 6,150 mm). 또한, 저출력차(U-/KC-차는 8DC9 엔진 탑재차, KL-차에서는 8DC11 엔진 탑재차) 이외엔, 압축개방 브레이크(옵션으로서 리타더도 장착 가능)나 휠 파크식 사이드 브레이크가 표준 장비가 되었다.
1995년·2000년·2005년에는 배기가스 규제 강화를 부합하는 마이너 체인지가 이루어졌고 특히 2005년 10월 실시된 마이너 체인지에서는, 탑재 엔진이 종래의 V형 8기통 자연 흡기 엔진에서 대형 트럭급에 쓰이는 직렬 6기통 인터쿨러 터보 엔진(6M70)으로 변경되고 거기에, 리어 오버행이 연장되었고 휠 베이스는 단축됐다. 또 2006년 1월 실시의 등화기 보안 기준 개정에 대응하기 위해, 리어 콤비네이션 램프의 위치 변경등도 행해졌다.
또, 이전의 1998년에는 대형 버스 생산을 MBM(미츠비시버스생산)이 도맡아서 했지만 우아한 이미지의 기본 디자인은 변하지 않았고, 15년간에 걸쳐 다수의 일본 버스 사업자들의 지지를 계속 얻었다. 에어로 퀸 III는 2005년의 마이너 체인지에 제조를 중단했다.
현대자동차에서 1995년부터 2세대 에어로 버스 모델을 참고로 하여 한국 사정에 맞게 수정하여 다양한 모델으로 생산하였다. 2000년에 페이스 리프트되어 사각등은 유지되고, 공격적인 모양의 전면 형상을 띠게 된다. 2002년부터 둥근 모양의 전조등으로 변경되었고 현대 특유의 파워텍 엔진을 얹게 되었으나, 2007년 유니버스가 출시됨에 따라 익스프레스, 퀸 계열 모델들은 단종되었다.

### U-MS821/826
1992년에 풀 모델 체인지. MS8 시리즈가 된다.
8DC9(300 PS)를 탑재한 표준 루프 타입의 MS815, 8DC10(355 PS)를 탑재하는 MS826, 8 M20-1(400 PS)을 탑재하는 MS821의 3종류가 있다.
덧붙여 MS826 및 MS815에는 롱버전(11.99 m차량.하이데커：P자, 스탠다드 데커：S자) 및 숏보디(11.2 m차, M자 및 N자) 양쪽 모두 있지만, MS821에는 하이데커, 슈퍼하이데커 모두 롱버전(P자)만 있다.
에어로 퀸 II, 에어로 퀸 III와 같은 차체를 사용한 차량이 1대 존재한다.(1992년)

### KC-MS822/829

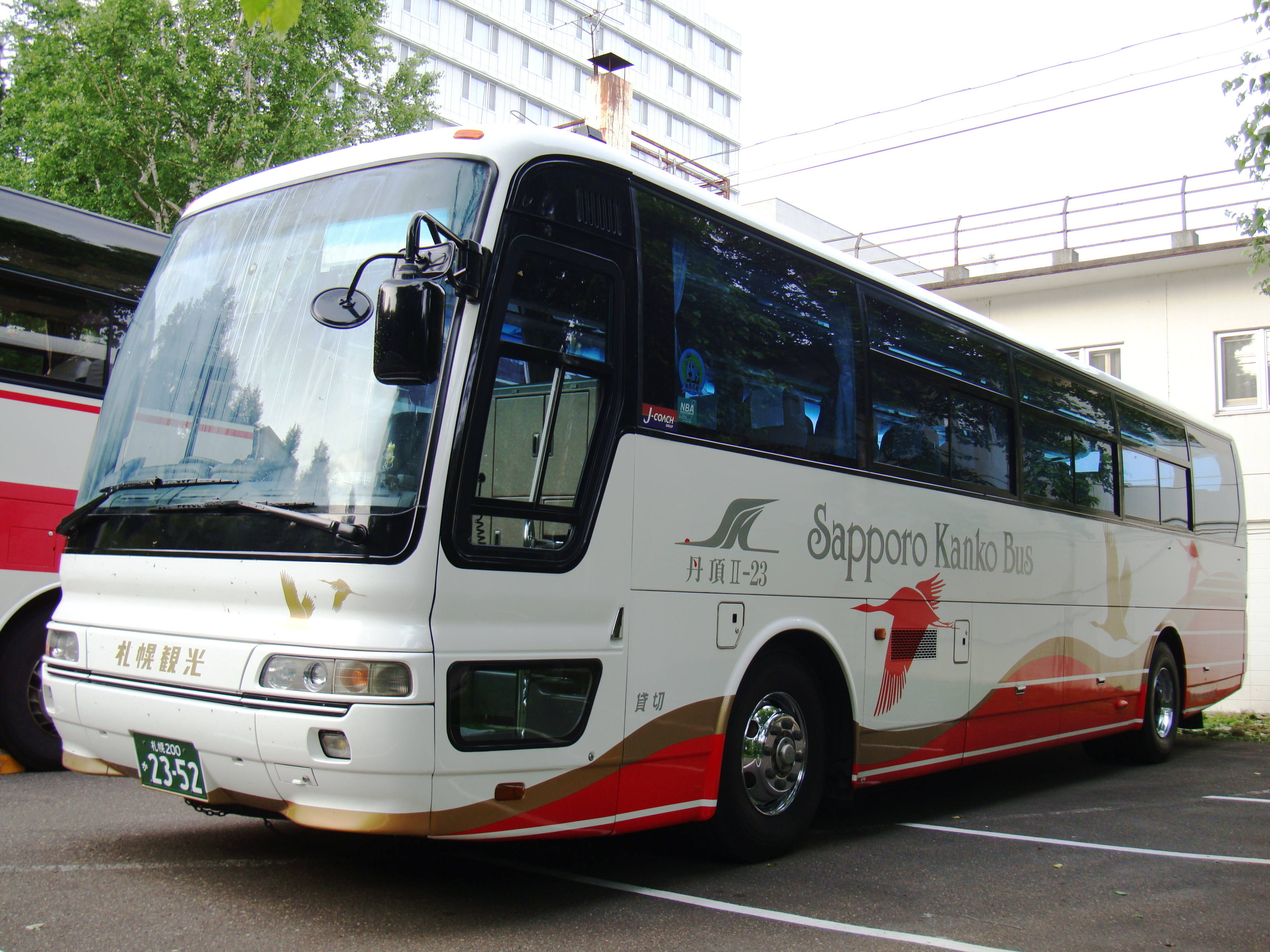
에어로 버스 KC-MS

1995년에 강화된 배출 가스 규제에 대응하기 위해 마이너 체인지 되었다. 8DC9(310 PS)를 탑재한 표준 루프 타입의 MS815, 8DC11(355 PS)를 탑재한 MS829, 8 M21(420 PS)를 탑재하는 MS822의 3종류가 존재한다.
1997년에는 핸들을 충격 흡수형으로 변경되었고 다음 1998년에는 MBM 제조 일원화와 함께, 운전석의 램프류가 LED로 교체되었다. 또 변속기의 작동음도 약간 변화했다. 게다가 1999년에는 1999년 소음 규제에 대응하기 위해 일부 개량을 실시해, 배기관 위치를 변경하였고, 그리고 헤드라이트가 방전식 헤드 램프로 변경되었다(스탠다드데커 제외)(1995년)

### KL-MS86
2000년에 강화된 배출 가스(장기 규제·KL-)에 대응하기 위해 마이너 체인지. KL-MS86M/85 K계가 된다.
탑재 엔진이 8DC11(330 PS)의 MS85K(SD/ND：모두 스탠더드 데커), 8M21-1(370 PS)을 탑재한 MS86M(PH1/MH1：EX관광, PH1B/MH1B：염가판 SA관광, SD1/ND1：스탠더드 데커), 8M21-3(430 PS)을 탑재한 MS86MP(H3：하이데커 /Q3：퀸 I 슈퍼하이데커 GX관광 /C3：퀸 I 야간 고속버스용 하이웨이 러너 /V3：퀸 II/W3：퀸 III)의 3종류가 존재한다.
U-버전, KC-와 같이, 8M21-1 엔진 탑재차에는 롱버전(P자·S자) 및 숏버전(M자·N자)모두가 존재하지만, 8M21-3 엔진 탑재차에는 하이데커, 슈퍼하이데커 모두 롱 모델(P자) 밖에 존재하지 않는다.(2000년)

### PJ-MS86
2005년, 2015년 신단기 배출 가스 규제, 유로 3 규제에 적합하게 마이너 체인지. 엔진 탑재의 문제로 휠 베이스가 더욱 단축되어 6,150mm→6,000 mm로, 리어 오버행이 연장되었다. 그때까지는 2종류의 차체를 가지는 모델이 있었지만, 12 m급 PJ-MS86JP형에 통합되어 11.2 m급 모델은 없어졌다. 또한 스탠다드데커도 없어졌다. 한편, 종래 옵션이던 직결 에어컨, 대용량 마루밑 트렁크 모델이 에어로 버스에 표준으로 설정되었다(에어포트 라이너 사양).
엔진은 초대 에어로 버스 이래로 계속 내려온 V형 8기통 타입으로부터, 직렬 6기통 인터쿨러 터보 엔진으로 변경되어 6M70(T2) 형(350 PS)과 6M70(T4) 형(420 PS)의 2기종으로 정리되었다. 차체 관련에서는 테일 라이트 배치 변경이나 반사판 추가로써 브레이크 램프가 이전 위치와 리어범퍼의 사이에 설치되었다. 엔진 출력으로는 이전 V8에 비해 조금 떨어지지만, 저회전 영역 토크 향상으로 종합적으로 운전성이 향상되었고, 연비도 15% 정도 올랐으며, 정숙성도 이전 V8에 비해 현격히 향상되었다.

## 3세대 에어로 퀸/에어로 에이스

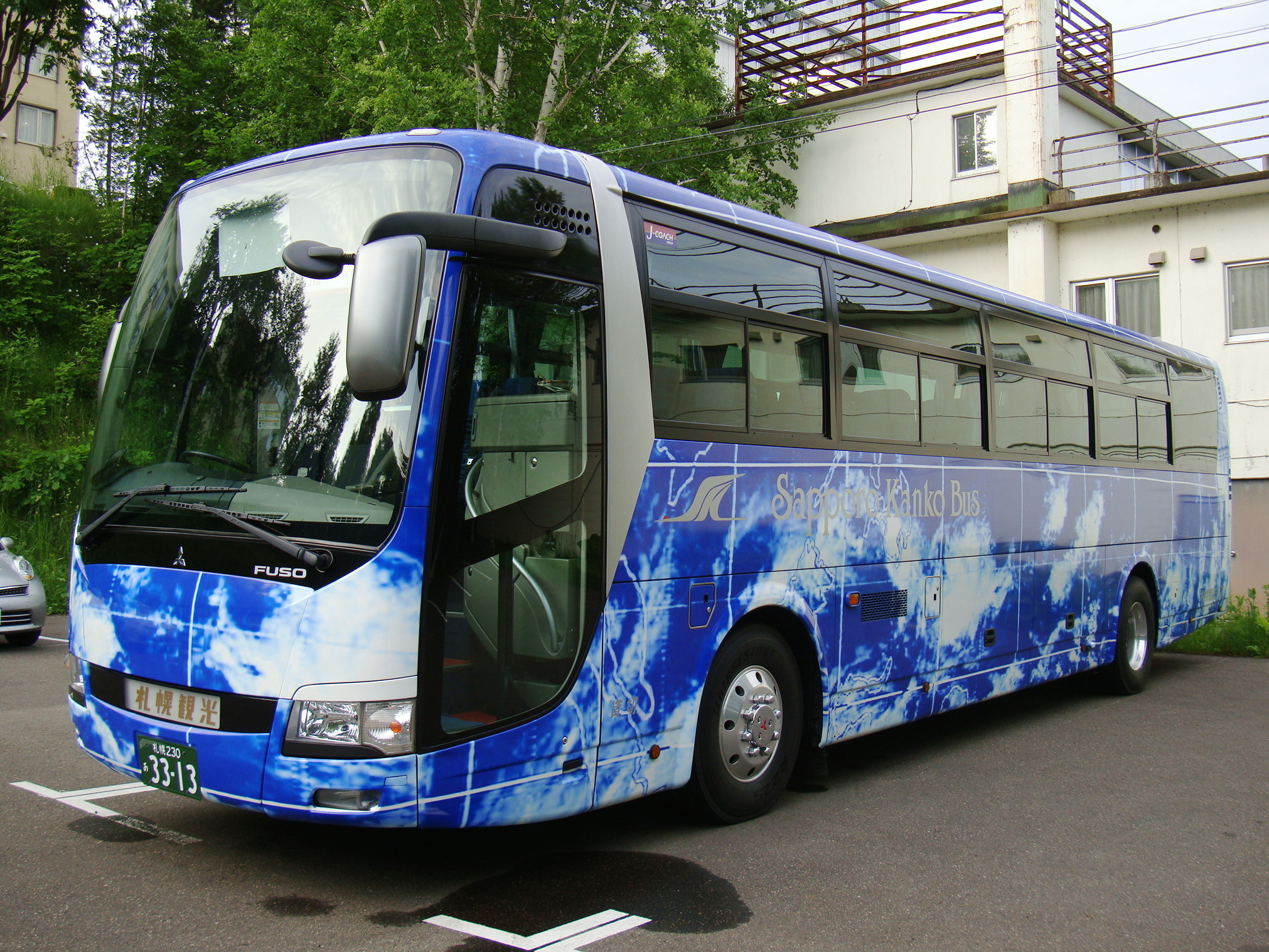
에어로 에이스

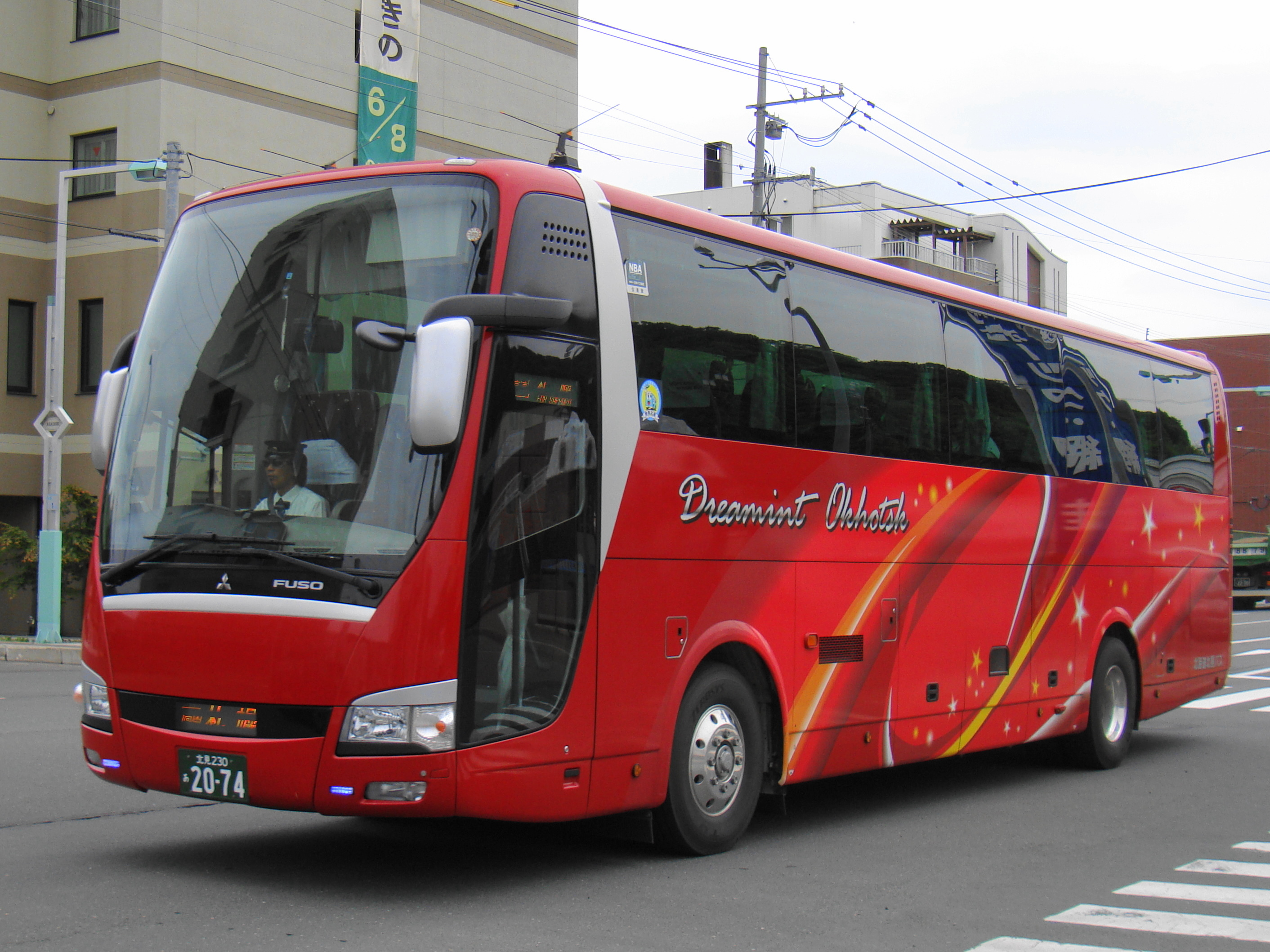
에어로 퀸

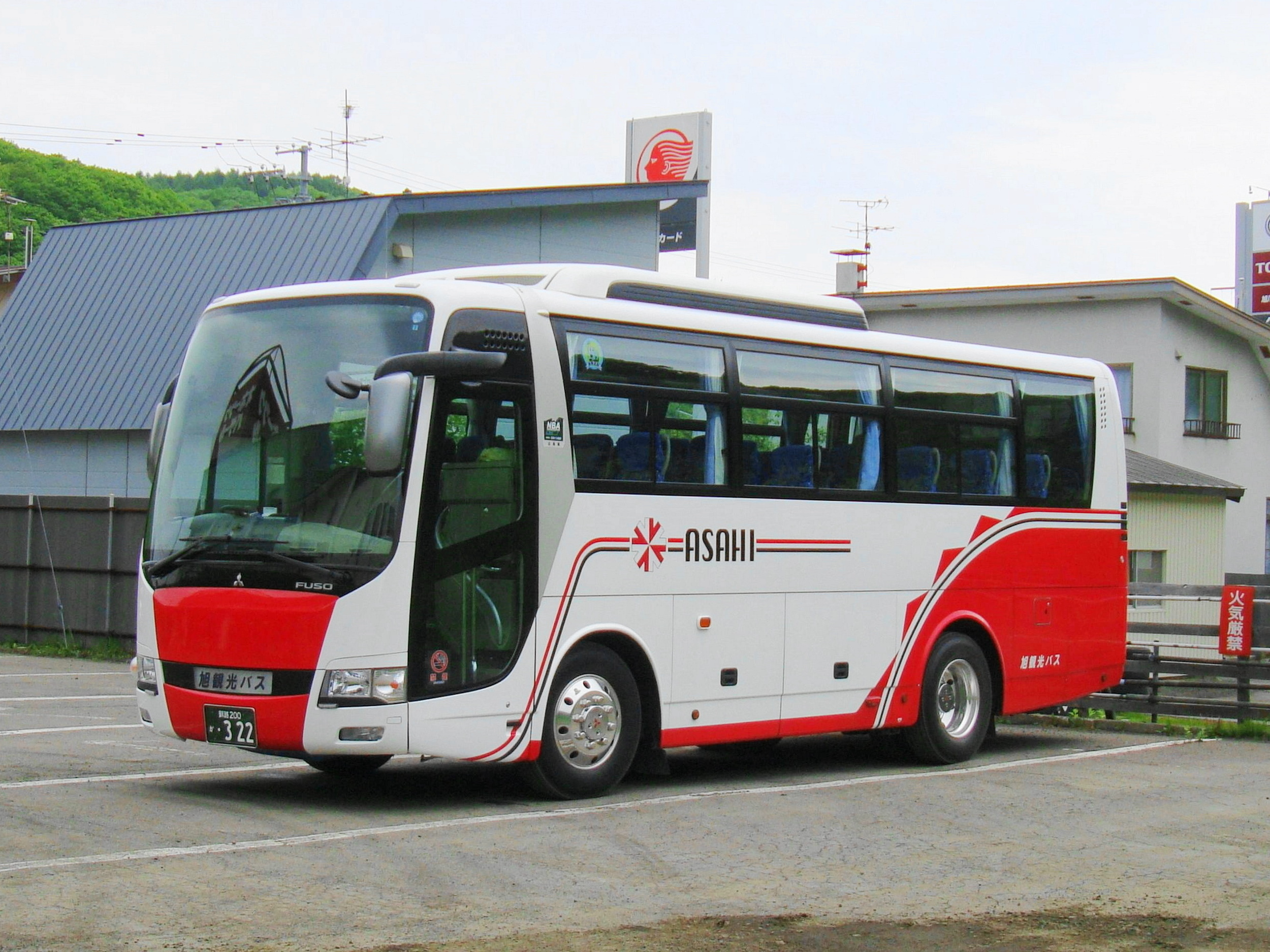
에어로 에이스 MM

2007년 6월, 15년 만에 풀 모델 체인지를 실시해 3대째 에어로 시리즈가 발표되었다(발매는 동년 8월 29일). 같은 해 10월에 굿 디자인 상을 수상 받았다.
관광버스는 이번부터 새로운 차명 에어로 에이스(Aero Ace)가 등장했다. 슈퍼 하이데커에 한해서 종래와 같은 에어로 퀸(Aero Queen)의 명칭이 계속 사용되고 있다.
또, 배출 가스 처리 장치로는 새롭게 SCR 시스템을 채용하게 되었다. 이 SCR 시스템은 닛산 디젤과의 업무 제휴로 인해 동사에서 공급을 해 스페이스 윙이나 스페이스애로우 등과 부품을 공유한다.
그 밖에 커먼 레일 디젤 분사 방식(CRDI), 고정밀 크루즈 컨트롤, EGR이라고 하는 기술의 덕으로 질소산화물(NOx)이나 입자성 물질(PM) 배출을 감소시켰다. 이러한 기술에 의해 저연비화를 실현한 것 외, 저회전 영역의 토크가 향상되었다.
전체 높이는 서브 엔진 냉방차의 경우, 에어로 퀸은 3.52 m, 에어로 에이스는 3.26 m이다.
이 차량은 닛산 디젤(현, UD트럭)으로 OEM으로 공급되어 슈퍼 하이데커가 「스페이스 윙 A」, 관광버스가 「스페이스애로우 A」로 발매된다.

### BKG-MS96JP
2007년 8월 29일에 발매를 개시한 차종으로 유로4 규제에 대응하고 있다. 앞에서 말한 것과 같이, 신규 요소 SCR 시스템을 채용한 결과, 유로4의 기준에 비해 질소산화물(NOx), 입자성 물질(PM)의 10% 절감을 달성했다. 또한 2015년 연비 기준도 달성하여 BKG-를 취득했고, 이는 일본의 디젤 버스로는 처음이다.
엔진은 6M70 엔진을 탑재하여 출력은 309 Kw 혹은 257 Kw(에어로 에이스)이다. 변속기 6단 수동뿐이다. 차체는 미츠비시후소 버스에서 제조한 것이다.
2007년 10월에는 고속 노선 사양의 하이웨이 라이너 및 공항 노선 사양의 에어포트 라이너가 추가되었다.
이 차량은 닛산 디젤(현, UD트럭)로 OEM 공급을 하는 차의 형식명을 BKG-AS96JP가 된다.

### LKG-MS96VP
2010년 9월에 출시된 차량으로 2009년 배출가스 규제에 대응한 차량이다. 엔진은 6R10형이 탑재되었다. SCR 시스템이 블루텍 시스템으로 변경되었다. 이 차량은 닛산 디젤(현, UD트럭)로 OEM 공급을 하는 차의 형식명을 LKG-AS96VP가 된다.

### QRG-MS96VP
2012년 4월에 최초로 출시된 모델로 엔진의 경우 6R10형이 탑재되었다. 2013년 1월에 마이너 체인지로 충돌 완화 안전 브레이크와 차간 거리 경보, ASR이 장착되었다.2014년 9월에 마이너 체인지로 엔진이 변경되었고 에코 드라이브가 장착되었다. 또한 실내등과 갓길 조명도 LED가 설치되었고 후면 유리제품도 변경된 것이 특징이다.

### QTG-MS96VP
2015년 4월에 최초로 출시된 모델로 엔진의 경우 6R10형이 탑재되었다. 배출가스 규제에 맞춰 연비가 개선된 것이 특징이다.

### 2TG-MS06GP (현행 차종)
2017년 5월에 출시된 모델로 엔진은 6S10형이 탑재되었다. 변속기가 6단에서 8단으로 변경되었고 리타더의 경우 유압으로 변경되었다.

## 라인업

### 현재 생산차량

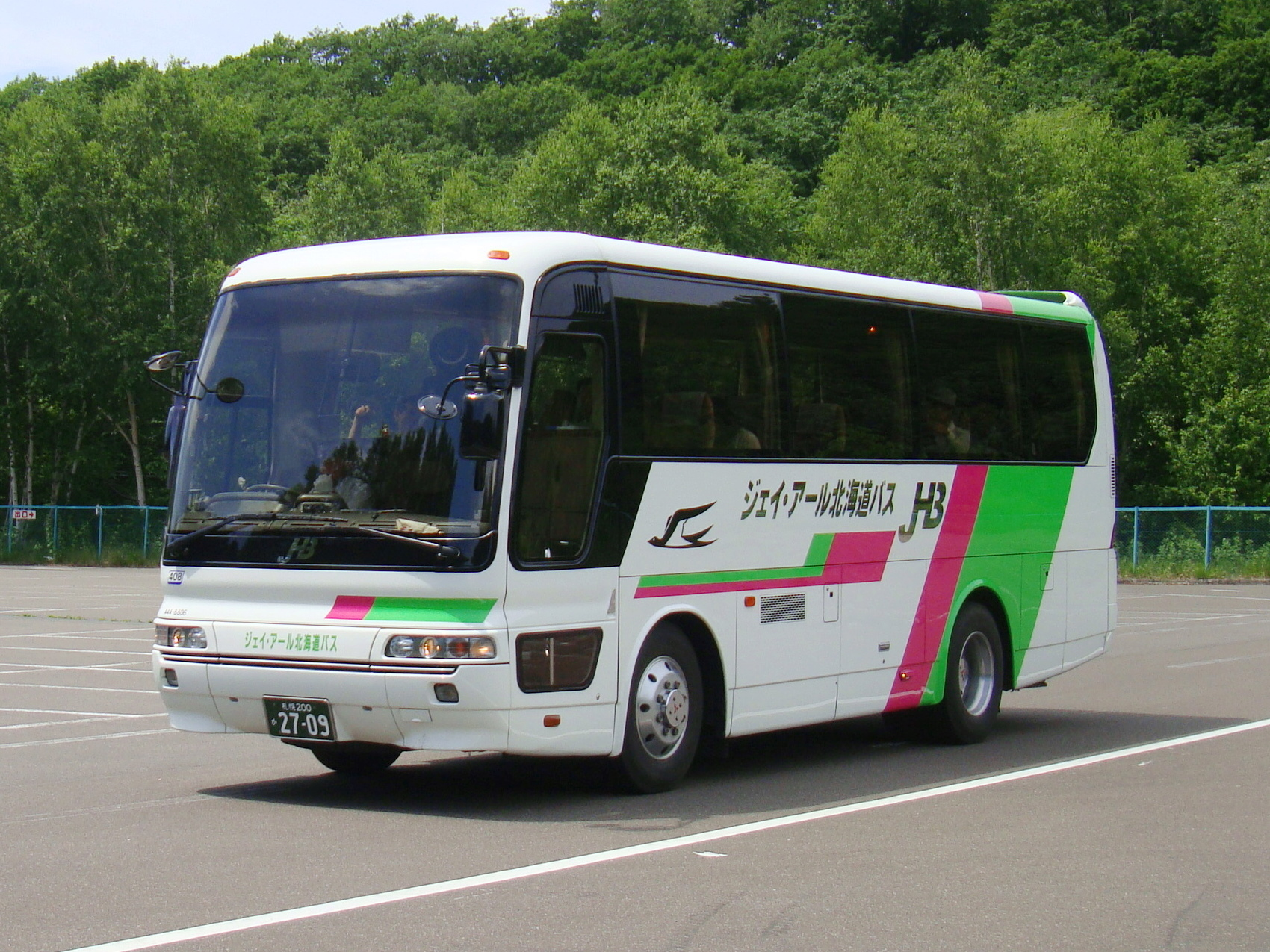
에어로 버스 MM

- 에어로 퀸 : 12m
- 에어로 에이스 : 12m
- 에어로 에이스 MM : 9m

### 과거 생산차량
- 에어로 퀸 I : 12m
- 에어로 퀸 II : 12m
- 에어로 퀸 III : 12m
- 에어로 버스 MS EX : 12m
- 에어로 버스 MS SA : 12m
- 에어로 버스 MS SX : 12m
- 에어로 버스 MS SD : 12m
- 에어로 버스 MS EX : 11m
- 에어로 버스 MS SX : 11m
- 에어로 버스 MS SD : 11m
- 에어로 버스 MM EX : 9m
- 에어로 버스 MM SD : 9m

## 같이 보기
- 미쓰비시후소트럭 버스
- 현대 에어로